# Purson
I Purson sono un gruppo musicale rock psichedelico di Londra, fondato da Rosalie Cunningham dopo aver sciolto il progetto precedente, gli Ipso Facto.
I Purson hanno suonato all'edizione del 2012 del Roadburn Festival.
La band si è esibita in una sessione live per Marc Riley all'interno del programma BBC Radio 6 Music nel gennaio del 2012, nel marzo del 2013 e nel dicembre del 2013 dai Maida Vale studios. All'interno dello show il gruppo ha discusso i propri piani di registrazione del secondo album nel 2014. I Purson hanno aperto per i Kiss nell'edizione del 2014 della KISS Kruise. Hanno suonato assieme ai compagni di etichetta Uncle Acid & the Deadbeats, Electric Wizard, Blood Ceremony, Comus, Pentagram e a band neopsichedeliche come Toy e Temples.
Rocking Horse, il primo singolo, è stato pubblicato l'1 marzo 2012.
L'album di debutto The Circle And The Blue Door è uscito il 29 aprile 2013 e ha ottenuto ampi consensi.
Spin ha definito l'album "un'aggiunta coraggiosa all'attuale schiera di band retro-pop che dovrebbe far gelare il midollo ai loro fan".
Virgin ha scritto "Ben prima che il disco abbia riprodotto la sua ultima nota starete già pensando alla vostra prossima visita a questo mondo oscuro ma affascinante. The Circle And The Blue Door è un ascolto che causa dipendenza".
The Circle And The Blue Door si posizionato al quindicesimo posto nell'elenco dei 50 migliori album del 2013 di Metal Hammer.
I Purson sono stati votati come Miglior band esordiente e Miglior album d'esordio del 2013 nel sondaggio annuale tra i lettori di Terrorizer e The Circle And The Blue Door si è piazzato all'undicesimo posto nelle scelte dei critici come miglior album del 2013. I Purson sono stati nominati come Miglior band esordiente ai Rock Roll Of Honour di Classic Rocks nel 2014, tenutisi a Los Angeles
I Purson saranno la band di supporto dei Ghost per tutte le date del loro tour del 2015, Black to the Future.

## Discografia
Singoli
- Rocking Horse/Twos and Ones (Rise Above Records), marzo 2012
- Leaning on a Bear/Let Bloom (Rise Above Records), febbraio 2013
- The Contract/Blueprints of the Dream (Rise Above Records), settembre 2013
- Electric Ladyland (Spinefarm Records), settembre 2015

EP
- In the Meantime... (Machine Elf), novembre 2014

Album
- The Circle and the Blue Door (Rise Above/Metal Blade), aprile 2013
- Desire's Magic Theatre (Spinefarm Records), aprile 2016